# Jabilinze
Jabilinze (auch Jabelinze u. a.) war eine Burg unbekannter Lage möglicherweise im Gebiet der unteren Saale im 12. Jahrhundert.

## Name
Sie wurde zuerst als Gabelizo, dann als Gabelinze, Jabelincze, und ähnlich bezeichnet.
Der Name ist wahrscheinlich slawisch.

## Geschichte
1117 wurde ein Ritter Gottschalk von Gabelizo als Zeuge in einer Urkunde des Klosters Nienburg genannt. Die Burg Jabilinze ging um 1131/39 an Albrecht den Bären, der dessen Sohn Siegfried wegen Aufruhrs hatte töten lassen. 1140 zerstörte Erzbischof Konrad von Magdeburg die Burg Jabilinze in einem Kriegszug gegen Albrecht. Dabei wurde Siegfried als vorheriger Graf von Jabelinze bezeichnet.
Dessen Bruder Baderich erhielt die Burg danach zurück und benannte sich in den folgenden Jahren nach ihr. Ob die Burg tatsächlich wieder aufgebaut wurde, ist fraglich, denn seit 1155 war Baderich auch Graf von Dornburg und seit 1160 Burggraf von Brandenburg. 1162 wurde er letztmals als de Geblizi bezeichnet. Danach gibt es keine historischen Nachrichten mehr über die Burg.
Baderichs Sohn Siegfried war seit 1201 Graf von Belzig. Ob es einen Zusammenhang zwischen den Burgen gab, ist unklar.

## Lage
Die Lage der Burg Jabilinze ist unbekannt. Es gab verschiedene Lokalisierungsvorschläge:
- bei Nienburg an der Saale

Diese Lage ist am wahrscheinlichsten. Gottschalk und sein Sohn Siegfried erschienen seit 1106 mehrmals für das Kloster Nienburg, Siegfried eroberte 1130 die Neustadt Nienburg. Dies weist auf eine Lage in dessen Nähe. Möglich wäre Gerbitz.
- wüste Feldmark Beelitz bei Bebitz östlich der Saale[2]
- östlich von Könnern am Westufer der Fuhne[3]
- Wüstung Glinz/Linz bei Schlettau östlich der Saale[4]
- Belitz (wohl Elbitz) im Mansfelder Kreis, wenig wahrscheinlich[5]
- Bei Dornburg an der Elbe

Da Baderich seit 1155 auch Graf von Dornburg war, könnte die Burg in dessen Nähe gelegen haben.
- Wüstung Gablenze bei Delitzsch

Die größte Namensübereinstimmung, allerdings liegt der Ort doch weit entfernt
- Belzig im Fläming

Diese Lage wird auf Grund der Namensähnlichkeit (Belizi, Beltiz) erwogen, außerdem wurde Belzig seit 1201 Hauptsitz der Grafen. Historisch scheint diese Lage eher unwahrscheinlich, da eine deutsche Burg im slawischen Gebiet östlich der Elbe um 1117 doch fraglich scheint, ebenso eine Grafschaft um 1138.